# Stanisław Gębala (1935–2019)
Stanisław Wojciech Gębala (ur. 21 marca 1935 w Klikowej koło Tarnowa, zm. 21 kwietnia 2019 w Tarnowie) – polski ekonomista, komunistyczny polityk, minister pracy i polityki socjalnej, poseł na Sejm PRL VII i VIII kadencji, w latach 1989–1992 ambasador Polski w Wietnamie.

## Życiorys
Syn Stanisława i Felicji. Ukończył Wyższą Szkołę Ekonomiczną w Krakowie, w 1964 utrzymał tytuł zawodowy magistra, a w 1984 został doktorem nauk ekonomicznych. W latach 1952–1957 pracował w aparacie Związku Młodzieży Polskiej. Do Polskiej Zjednoczonej Partii Robotniczej wstąpił w 1953. W latach 1955–1957 służył jako podchorąży w Technicznej Oficerskiej Szkole Wojsk Lotniczych w Oleśnicy.
Od 1961 był związany z aparatem partyjnym PZPR. Był sekretarzem w Komitecie Zakładowym w Zakładach Mechanicznych w Tarnowie (1961–1965; wcześniej – od 1957 do 1960 – pracował w nich jako technolog, a później – od 1968 do 1973 był ich dyrektorem naczelnym). Oprócz wykonywania pracy partyjnej przydzielony został do pełnienia funkcji administracyjnych w innym przedsiębiorstwie. W Zakładach Azotowych im. Feliksa Dzierżyńskiego w Tarnowie w latach 1967–1968 był zastępcą dyrektora ds. ekonomicznych. Był sekretarzem ekonomicznym w tarnowskim Komitecie Powiatowym PZPR (1965–1967), a potem w Komitecie Wojewódzkim PZPR w Krakowie (1973–1975). Od 5 czerwca 1975 do 4 kwietnia 1980 pełnił funkcję I sekretarza KW PZPR w Tarnowie. W 1975 i 1980 był delegatem na zjazdy partii. Od grudnia 1975 do lipca 1981 był zastępcą członka Komitetu Centralnego PZPR. Od 31 marca 1980 do 26 października kierował Wydziałem Handlu i Finansów KC PZPR, a następnie – do 19 czerwca 1984 – Wydziałem Ekonomicznym KC PZPR.
Od 1975 do 1980 pełnił funkcję przewodniczącego Wojewódzkiej Rady Narodowej w Tarnowie. W latach 1976–1985 był posłem na Sejm PRL VII i VIII kadencji. Od 30 maja 1984 do 16 kwietnia 1987 był ministrem pracy i polityki socjalnej w rządzie Wojciecha Jaruzelskiego i Zbigniewa Messnera. Od 15 listopada 1985 do 16 kwietnia 1987 zasiadał w prezydium rządu. W 1986 został członkiem Partyjno-Rządowej Komisji ds. Przeglądu i Unowocześnienia Struktur Organizacyjnych Gospodarki i Państwa. W latach 1986–1988 członek Społecznego Komitetu Odnowy Starego Miasta Zamościa. W okresie 1987–1989 był zastępcą przewodniczącego Komisji Planowania przy Radzie Ministrów. W 1989 był pełnomocnikiem ministra-kierownika Centralnego Urzędu Planowania. W latach 1989–1992 zajmował stanowisko ambasadora nadzwyczajnego i pełnomocnego Polski w Wietnamie.
Zmarł w kwietniu 2019 w Tarnowie. Pochowany na cmentarzu komunalnym w Krzyżu.

## Odznaczenia
- Krzyż Kawalerski Orderu Odrodzenia Polski
- Złoty Krzyż Zasługi